# Sabrina Ajmechet

Sabrina Carlota Ajmechet (Buenos Aires, 22 de agosto de 1981) es una política e historiadora argentina. Integra la Cámara de Diputados desde 2021, representando a la Ciudad de Buenos Aires, siendo parte de la alianza Juntos por el Cambio.

## Biografía
Ajmechet nació en Buenos Aires en el seno de una familia judía. Estudió Ciencias Políticas en la Universidad de Buenos Aires, para doctorarse en historia posteriormente. Es profesora de Pensamiento Político Argentino en la Universidad de Buenos Aires. Directora Académica de CADAL y columnista en el programa País Adolescente por CNN Radio.
Trabajó como historiadora antes de ser elegida como diputada, siendo docente e investigadora. Era columnista habitual en periódicos como La Nación e Infobae.
Fue electa como diputada nacional en el 2021, siendo presentada como candidata por parte de Patricia Bullrich dentro de Juntos por el Cambio, aunque no se encuentra afiliada a ningún partido. Hizo público su apoyo a la candidatura de Bullrich como presidenta de la Argentina en las elecciones presidenciales de 2023.
En 2024 votó a favor de la "ley Bases", en contra de aumentar el presupuesto para jubilaciones y universidades y en contra de combatir la ludopatía infantil. Se ausentó cuando se votó el DNU 656/24 que aumentaba en 100.000.000.000 pesos los gastos reservados.
Tras el voto a favor del veto de Javier Milei al proyecto de ley que evitaba el desfinancianciamiento de las universidades nacionales, se hizo público que tiene un cargo con dedicación exclusiva en la UBA con un sueldo de 1.200.000 pesos argentinos, algo incompatible con su cargo de legisladora.